# 冤罪 eine falsche Beschuldi-gung
『冤罪』（えんざい）はウィル開発・販売のアダルトボーイズラブゲームで、郎猫儿（ランマール）ブランドからリリースされている。本項では海外版やアニメ版といった派生作品についても扱う。

## あらすじ
時代はフランス革命、ナポレオン時代の後。主人公の少年ガイズは万引きをした罪で逮捕されるが、その過程で身に覚えの無い殺人の罪をきせられ、暴力の応酬が交錯する刑務所へと送りこまれる。理不尽な拷問や堀の仲間から受ける辱めの日々の中、再び自由を取り戻すことへの思いだけが彼の支えであった。

## ゲーム内容
アドベンチャーゲームのフォーマットに則り、フラグを立てていくことで物語が分岐したり、登場人物との関係に影響を及ぼしたりする。最終目的はガイズの釈放であるが、カップリングによっては叶わないこともある。定期的に呑んだくれの弁護士ルスカが現れ、面会の機会が訪れる。
エンディングの種類は豊富である。ボーイズラブゲームに限らず、一般に恋愛ゲームなどの場合、キャラクターのカップリングの数に加えて、それぞれのグッドエンドとバッドエンドが用意されているものが多い。本作もその例に漏れないが、それ以外にどのキャラクターとも結ばれず、衝動的に主人公ガイズが脱獄を図り、処刑される場面が数ヶ所存在する。そこに到る物語の流れに応じて、何による衝動なのか、また、処刑される瞬間といった展開にはバリエーションが見られる。これらはいずれもバッドエンドにも数えられておらず、イベントコンプリートの記録にもならない。選択肢を誤ったり、フラグ未成立によるルートで発生し、ゲームオーバーを意味する不幸なイベントである。

## 登場人物
ガイズ
声：天野たつき
主人公の少年。突然の嵐の日に仲間と雨宿りをした店で万引きをし、逮捕される。しかしその取調べの過程で身に覚えの無い殺人の罪をなすりつけられ、刑務所へと送られる運命となる。6月18日生まれ。B型。
ギルディアス
声：有馬克明
ガイズを逮捕した警官。物言いは淡々としているが冷酷非道な性格の持ち主でもある。9月19日生まれ。AB型。
ルスカ
声：世良公一
昼間から酒を浴びている呑んだくれの弁護士でガイズの事件を担当。しかし嘗ては敏腕弁護士としてその名を轟かせていた過去を持つ。11月7日生まれ。A型。
デューラ
声：杉崎和哉
刑務所の看守で、囚人をいたぶり、辱めを受けさせるのを趣味とする。ガイズは刑務所に送り込まれて早々、怪しいものを持っていないか取り調べをするという名目で辱めを受け、レイプされそうになる。7月18日生まれ。O型。
ジョゼ
声：富士爆発
我が物顔で刑務所を歩く囚人の一人。他の囚人を性欲の捌け口に使うなどしており、ガイズはあやうくデューラに犯されずに済むものの、結局彼をはじめとするその仲間たちに好き放題の玩具にされてしまう。12月9日生まれ。O型。
エバ
声：一条和矢
政治犯として捕まっている元記者の男。刑務所内ではガイズの兄貴分のような役割を演ずる。過去にルスカとの関わりがある。8月10日生まれ。B型。
ヴァルイーダ
声：羽吹梨里
何を言ってもまともな答えをしない幽霊のような側面と、豊富な知識と分析力を兼ね備えた姿を持つ、二重人格を負う元軍人。軍法裁判のもと、刑務所に留置されている。10月1日生まれ。A型。
イオ
声：葉月嵐
ガイズと同い年くらいと思われる囚人の少年。気が弱く、しばしばジョゼに苛められ、また、彼の使いっ走りとして使われている。3月12日生まれ。AB型。
ベルベット
声：葉月パル
長い年月刑務所に囚われていたためか、自らを王であると名乗るなど、意味不明の言葉を放つ狂人。髪を腹のあたりまでのばしたまま切らず、一見すると不気味な印象を受ける。チョコレートが大の好物。1月4日生まれ。B型。
ボルアネ
声：杉野博臣
デューラの父親で警察大臣。軍人時代にヴァルイーダが何かの秘密を知っていると信じて疑わず、自供させるために陵辱と拷問を繰り返す。4月19日生まれ。O型。
ミュカ
ギルディアスがガイズを陵辱する際に時折つぶやく名前。ガイズが殺したとされる男が調べていたらしく、また、ガイズにも心当たりのある名前だが思い出せない。
シオン
声：山賀弘一
隠れキャラクターであり、エンディングを1つ以上見ることで登場が解禁される。このため、他のメインキャラクターとの接触が特に存在せず、素性はよくわからないが料理が得意であるらしい。5月2日生まれ。A型。

## 音楽使用問題
本作では発売当初から、使用されている音楽に盗作疑惑が起こり、話題となった。後日、無断使用であったことが判明し、作曲家の末村謙之輔と原著作者との和解が成立したが、この結果、その後にリリース予定であった『帝国千戦記』はイメージソングの使用を中止し、BGMの仕様を変更するに到った。

## オリジナルアニメ
この他、OVA化もされた。
冤罪 ギルディアスの陰謀
OVA第1巻。ゲーム本編の前半を30分にまとめたアニメーション作品。
物語を完結にするためにいくつかの変更点が見られるが、大筋はほぼ原作に沿ったものとなっている。
展開を簡潔にするため、原作ゲームではエバに協力してもらいつつルスカと事件や冤罪の真相を暴いていく主人公を中心とした物語を、カイズを文盲であるという設定に変更してエバとルスカが独自に調査を進めるという流れに再構成されている。
冤罪 自由と解放を求めて…
OVA第2巻。ゲームの真相ルート後半を再構成した内容であり、第1巻の続編。
30分という時間にまとめるために、原作ゲームに比べて展開は極めて早く、変更点もかなり見られる。この結果、原作ゲームを知らないと伏線の理解が難しい内容となっている。
スタッフロールのエピローグシーンはシオンルートを元に、解放後の皆の姿が描かれており、この中で、原作ゲームでは中盤で命を落とすベルベットが舞台役者として活躍するなど、プレイ済みのユーザーを意識した、ファンサービス的な演出を盛り込んでいる。回想シーンではあるが生前のミュカの姿も登場する。

### スタッフ
- 原作：郎猫儿
- プロデューサー：村上恒一、傍惚童子
- 監督：桜井利之
- 演出・絵コンテ：倉井桜子
- 脚本：竹内光
- キャラクターデザイン：川野螢
- 作画監督：野口木ノ実
- 美術監督：玉塚繁春
- 撮影監督：関谷能弘
- 編集：真空間
- 音響監督：宮崎誠二
- 音楽：末村謙之輔
- 音響制作：オフィスデュオ
- アニメーション制作：アニメアンテナ委員会、ADONIS
- 製作：ジャパンホームビデオ株式会社